# Altmünster
Altmünster est une commune du district de Gmunden, en Haute-Autriche.

## Personnalité liée à la commune
- Marie Lang (1858-1934), féministe, théosophe et éditrice autrichienne.